# DIN 1319
Die DIN-Norm DIN 1319 ist die grundlegende deutsche Norm der Messtechnik. Nachfolgend wird auf die Geschichte und die Titel der einzelnen Normteile eingegangen, messtechnische Inhalte werden in den Verweisartikeln beschrieben.

## Geschichte
DIN 1319 wurde erstmals im Juli 1942 herausgegeben, damals noch ohne Aufteilung in die heutigen vier Teile. Es folgten Überarbeitungen im Januar 1962 und im Dezember 1963, danach wurde die Norm aufgeteilt.

## DIN 1319-1
Der Teil 1 der Norm definiert die Grundbegriffe der Messtechnik. Erstmals wurde die Norm im Dezember 1968 veröffentlicht. Im November 1971 erfolgte die erste Überarbeitung, damals war der Normtitel „Grundbegriffe der Meßtechnik; Messen, Zählen, Prüfen“. Nach einer weiteren Überarbeitung im Juni 1985 ist die derzeit aktuell gültige Ausgabe vom Januar 1995.

## DIN 1319-2
Der Teil 2 der Norm definiert die Begriffe für Messmittel und deren Anwendung in der Messtechnik. Erstmals wurde die Norm im Dezember 1968 unter dem Titel „Grundbegriffe der Meßtechnik; Begriffe für die Anwendung von Meßgeräten“ veröffentlicht. Im Januar 1980 erfolgte die erste Überarbeitung, die derzeit gültige Ausgabe stammt vom Oktober 2005.

## DIN 1319-3
Der Teil 3 der Norm gilt für die Ermittlung des Wertes einer einzelnen Messgröße und deren Messunsicherheit durch die Auswertung von Messungen. Sinngemäß gilt er auch bei rechnersimulierten Messungen. Es wird ein Verfahren zur Auswertung festgelegt, wenn die Messgröße direkt gemessen oder mit einer gegebenen Funktion aus anderen Größen berechnet wird.

Erstmals wurde die Norm im Dezember 1968 veröffentlicht. Im Januar 1972 erfolgte die erste Überarbeitung, damals lautete der Titel „Grundbegriffe der Meßtechnik; Begriffe für die Fehler beim Messen“. Nach einer Überarbeitung im August 1983 („Grundbegriffe der Meßtechnik; Begriffe für die Meßunsicherheit und für die Beurteilung von Meßgeräten und Meßeinrichtungen“) erfolgte im Mai 1996 die Ausgabe der Norm unter dem jetzigen Titel.

## DIN 1319-4
Diese Norm ist in allgemeineren Fällen als DIN 1319-3 anzuwenden, z. B. wenn eine Ausgleichsrechnung durchzuführen ist oder wenn mehrere Messgrößen gemeinsam als Funktionen anderer Größen auszuwerten sind.
DIN 1319-4 wurde erstmals im Dezember 1985 herausgegeben. Damals lautete der Titel „Grundbegriffe der Meßtechnik; Behandlung von Unsicherheiten bei der Auswertung von Messungen“. Die Ausgabe unter dem jetzigen Titel erfolgte im Februar 1999.

## Weiterführende Links
Wegen ihrer kompakten Sprache und großen Vielfalt wird die Norm in Teilaspekten unter verschiedenen Stichwörtern behandelt. Als solche Stichwörter, unter denen man sich mit der korrekten Wiedergabe und Umsetzung der Norm befasst, seien genannt:
- Messtechnik, Messung; Messgröße, Messwert, Messergebnis
- Messeinrichtung, Messumformer; Anzeige, Messbereich, Empfindlichkeit
- Messabweichung, Messgeräteabweichung; Fehlergrenze, Genauigkeitsklasse, Fehlerfortpflanzung
- Justierung, Kalibrierung, Eichung, Richtiger Wert

Neben dieser Norm zu den Grundlagen gibt es eine große Anzahl weiterer Normen, die sich mit Einzelaspekten der Messtechnik befassen. Von diesen werden hier exemplarisch aufgeführt:
| Norm                 | Diese behandelt                                                                             |
| DIN 16160            | Thermometer                                                                                 |
| DIN 43751            | Digitale Messgeräte zur Messung von analogen, digitalen und zeitbezogenen Größen            |
| DIN 43790            | Gestaltung von Strichskalen und Zeigern                                                     |
| DIN 43807            | Anschlussbezeichnungen für elektrische Schalttafel-Messgeräte                               |
| EN 24006             | Durchflussmessungen von Fluiden in geschlossenen Leitungen                                  |
| EN 61869             | Messwandler (Stromwandler, Spannungswandler) für 50-Hz-Netze                                |
| EN 60051             | Direkt wirkende anzeigende elektrische Messgeräte mit Skalenanzeige und ihr Zubehör         |
| EN 60584             | Thermoelemente                                                                              |
| EN 60617, EN 60617-8 | Graphische Symbole für Schaltpläne, Schaltzeichen für Mess-, Melde- und Signaleinrichtungen |
| EN 60688             | Elektrische Messumformer für Wechselgrößen                                                  |
| EN 60751             | Industrielle Platin-Widerstandsthermometer                                                  |
| EN 61010             | Sicherheitsbestimmungen für elektrische Mess-, Steuer-, Regel- und Laborgeräte              |
| EN 61028             | Elektrische Messgeräte; X-Y-Schreiber                                                       |
| EN 61143             | Elektrische Messgeräte; X-t-Schreiber                                                       |
| EN 62053             | Wechselstrom-Elektrizitätszähler                                                            |
| IEC 60381            | Analoge Signale für Regel- und Steueranlagen (Einheitssignale)                              |
| IEC 60625            | Schnittstellen für programmierbare Messgeräte                                               |